# Lyckå Kammarmusik Festival
Lyckå Kammarmusik Festival är en svensk internationell kammarmusikfestival i Blekinge, grundad 1984.
Kammarmusikfestivalen, "Blekinges internationella festspel", äger rum i juli varje år med huvudcentrum i Lyckeby, som i äldre tider var platsen för staden Lyckå utanför Karlskrona. Konstnärlig ledare för festivalen är initiativtagaren Berth Nilsson, som 2010 tilldelades det första Blekinge Läns Tidnings kulturpris för verksamheten. Konserter med svenska och internationella musiker och ensembler hålls ibland också kompletterande på andra platser, såsom i Blekinge skärgård. Till verksamheten hör även Lyckå Akademien, en utvecklingssatsning för unga musiker från framför allt musikhögskolor i Sverige och Vilnius i Litauen. Man har en vänförening, visar konstutställningar och samarbetar bland annat med kulturdelen vid Blekinge tekniska högskola. Kammarmusikverksamheten är i dag en av de mer framstående i musiksverige.